# Óscar Ricardo Rojas
Óscar Ricardo Rojas García (Città del Messico, 5 febbraio 1988) è un ex calciatore messicano, di ruolo difensore.